# Улмер (Південна Кароліна)
Улмер (англ. Ulmer) — місто (англ. town) в США, в окрузі Аллендейл штату Південна Кароліна. Населення — 65 осіб (2020).

## Географія
Улмер розташований за координатами 33°6′0″ пн. ш. 81°12′35″ зх. д. / 33.10000° пн. ш. 81.20972° зх. д. (33.099967, -81.209825).  За даними Бюро перепису населення США в 2010 році місто мало площу 7,13 км², з яких 7,09 км² — суходіл та 0,03 км² — водойми.

## Демографія
Згідно з переписом 2010 року, у місті мешкало 88 осіб у 42 домогосподарствах у складі 22 родин. Густота населення становила 12 осіб/км².  Було 58 помешкань (8/км²).
Расовий склад населення:
| - 69,3 % — білих - 28,4 % — чорних або афроамериканців - 2,3 % — корінних американців |

До двох чи більше рас належало 0,0 %. Частка іспаномовних становила 2,3 % від усіх жителів.
За віковим діапазоном населення розподілялося таким чином: 20,5 % — особи молодші 18 років, 64,7 % — особи у віці 18—64 років, 14,8 % — особи у віці 65 років та старші. Медіана віку мешканця становила 41,0 року. На 100 осіб жіночої статі у місті припадало 91,3 чоловіків;  на 100 жінок у віці від 18 років та старших — 94,4 чоловіків також старших 18 років.
За межею бідності перебувало 11,1 % осіб, у тому числі 0,0 % дітей у віці до 18 років та 0,0 % осіб у віці 65 років та старших.
Цивільне працевлаштоване населення становило 24 особи. Основні галузі зайнятості: сільське господарство, лісництво, риболовля — 29,2 %, науковці, спеціалісти, менеджери — 16,7 %, транспорт — 12,5 %.